# Danh sách vườn quốc gia tại Albania
Dưới đây là danh sách 14 vườn quốc gia tại Albania bao gồm vườn quốc gia trên đất liền và biển. Các vườn quốc gia này bảo vệ khu vực tự nhiên có diện tích 210.668,48 hécta (2.106,6848 km2) chiếm 6,7% diện tích của quốc gia. Cơ quan quản lý và điều hành hoạt động của các vườn quốc gia này là Bộ Môi trường Albania.

## Danh sách
| Hình ảnh | Tên                                                                     | Diện tích                      | Thành lập | Mô tả |
| -------- | ----------------------------------------------------------------------- | ------------------------------ | --------- | ----- |
|          | Vườn quốc gia biển Karaburun-Sazan Parku Kombëtar Detar Karaburun-Sazan | 12.570,82 hécta (125,7082 km2) | 2010      |       |
|          | Vườn quốc gia Butrint Parku Kombëtar i Butrintit                        | 9.424,4 hécta (94,244 km2)     | 1966      |       |
|          | Vườn quốc gia Llogara Parku Kombëtar i Llogarasë                        | 1.010 hécta (10,1 km2)         | 1966      |       |
|          | Vườn quốc gia Shebenik-Jabllanicë Parku Kombëtar Shebenik-Jabllanicë    | 33.927,7 hécta (339,277 km2)   | 2008      |       |
|          | Vườn quốc gia Prespa Parku Kombëtar i Prespës                           | 27.750 hécta (277,5 km2)       | 1999      |       |
|          | Vườn quốc gia Divjakë-Karavasta Parku Kombëtar Divjakë-Karavasta        | 22.230 hécta (222,3 km2)       | 2007      |       |
|          | Vườn quốc gia Theth Parku Kombëtar i Thethit                            | 2.630 hécta (26,3 km2)         | 1966      |       |
|          | Vườn quốc gia Thung lũng Valbonë Parku Kombëtar Lugina e Valbonës       | 8.000 hécta (80 km2)           | 1996      |       |
|          | Vườn quốc gia Tomorr Parku Kombëtar i Tomorrit                          | 24.723,1 hécta (247,231 km2)   | 1996      |       |
|          | Vườn quốc gia Lurë Parku Kombëtar i Lurës                               | 1.280 hécta (12,8 km2)         | 1966      |       |
|          | Vườn quốc gia Dajti Parku Kombëtar i Dajtit                             | 29.384,18 hécta (293,8418 km2) | 1966      |       |
|          | Vườn quốc gia Fir of Hotovë-Dangelli Parku Kombërar Bredhi i Hotovës    | 34.361,1 hécta (343,611 km2)   | 2008      |       |
|          | Vườn quốc gia Shtamë Pass Parku Kombëtar i Qafë Shtamës                 | 2.000 hécta (20 km2)           | 1996      |       |
|          | Vườn quốc gia Fir of Drenovë Parku Kombëtar Bredhi i Drenovës           | 1.380 hécta (13,8 km2)         | 1966      |       |
|          | Vườn quốc gia Zall-Gjoçaj Parku Kombëtar i Zall Gjoçajt                 | 140 hécta (1,4 km2)            | 1996      |       |